# Vanitas vanitatum et omnia vanitas
Vanitas vanitatum et omnia vanitas (em português, 'vaidade das vaidades, tudo é vaidade') é uma locução latina, onde vanĭtas,ātis tem o sentido de vacuidade, vanidade, orgulho vão - característica daquilo que é vão, ilusório, sem valor.) Assim como Nihil sub sole novum (em português, 'nada de novo sob o sol'), a frase é extraída da versão latina do Qohelet (ou Eclesiastes) - um livro sapiencial da Bíblia hebraica e cristã -, no qual ocorre por duas vezes (Eclesiastes 1, 2; 12, 8).

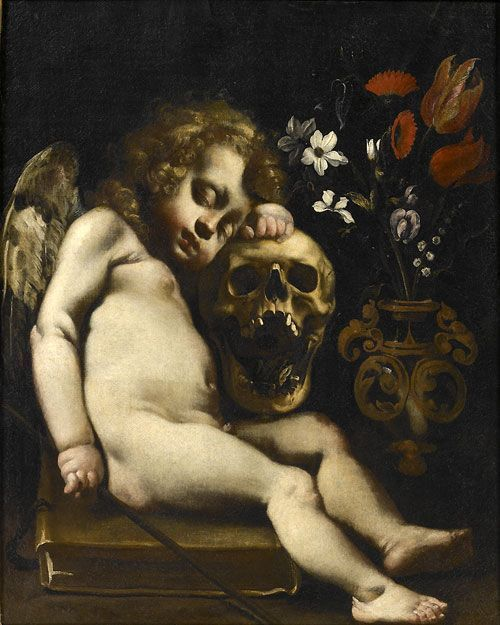
Cupidon endormi, de Luigi Miradori, sobre o tema da vanitas (século XVII): pintura inspirada no motto astrológico de Marco Manílio, "nascendo morimur" ('ao nascer, começamos a morrer').

## Descrição
A construção redundante vanitas vanitatum ("Vaidade das vaidades") é, na realidade, um calco linguístico do hebraico havel havalim. Na linguagem bíblica, esse tipo de repetição tem um valor superlativo, razão pela qual a tradução literal da frase seria a maior vaidade; analogamente, o Cântico dos Cânticos significaria o mais belo cântico, o Rei dos Reis estaria para o Rei mais poderoso, e o Sancta Sanctorum estaria para 'o [lugar] mais santo').
É com essa locução que se abre e se fecha o longo discurso do sábio e mestre Qohelet, que ocupa os doze capítulos do livro homônimo. Depois de ter explorado todos os aspectos da vida material, Qohelet chega à conclusão (já antecipada no início do texto) que tudo é vaidade - o que não deve impedir o homem de reconhecer, em Deus, o criador, e de observar os seus mandamentos, como conclui o breve parágrafo final elaborado por um comentador posterior.
Porém, ao longo dos séculos, nem todos os leitores concordaram com as conclusões conciliantes do comentador, e o Qohelet acabou por se tornar símbolo de uma negação mais radical do valor de todas as coisas.
Giacomo Leopardi, por exemplo, reinterpretou  o Eclesiastes num sentido "niilista", no canto A se stesso, em que o autor traduz Vanitas vanitatum como a infinita vacuidade do todo.
A Imitação de Cristo, texto literário católico amplamente difundido e publicado pela primeira vez em 1418, retoma, na sua introdução, essa máxima bíblica, acrescentando-lhe a frase: «praeter amare Deum et illi soli servire» ('exceto amar a Deus e só a Ele servir').
O tema também está presente no Orlando Furioso. No canto XXXIV, Ariosto narra a aventura do paladino Astolfo que, com o seu hipogrifo, refaz as etapas da viagem iniciática: desce às profundezas do inferno, ascende ao paraíso terrestre e depois à  Lua, acompanhado de São João Evangelista, a fim de recuperar o juízo do seu primo Orlando, enlouquecido de amor por Angélica. No poema, a Lua é o espelho da Terra, onde tudo o que aqui se perde, por culpa nossa, pelo tempo ou por destino, lá se acumula:ciò che si perde o per nostro diffetto, o per colpa di tempo o di Fortuna: ciò che si perde qui, lá si raguna...  ciò che in somma qua giù perdesti mai, là su salendo ritrovar potrai" (XXXIV, 73 - 75). Lá estariam a fama, as orações e promessas a Deus, as lágrimas e os suspiros dos amantes, o tempo perdido no jogo, o ócio e os projetos nunca postos em prática, os desejos vãos, as adulações, os versos compostos para elogiar os senhores e até a própria  doação de Constantino  (XXXIV, 75 - 80). Só a loucura não se encontra na Lua, porque está, toda ela, na Terra. Tudo aquilo representa os vãos desejos dos homens - e sobretudo daqueles da corte, que Ariosto conhece tão bem. Desejos vãos, que os homens jamais realizam - e, então, como Orlando, enlouquecem -, dado que todos os objetos de desejo vão parar lá em cima, na Lua.
Outra referência, embora extremamente sutil, está presente no Canzoniere, de Francesco Petrarca, no soneto "Voi ch'ascoltate in rime sparse il suono": "quanto piace al mondo è breve sogno".
Vanitas, Vanitatum Vanitas é também o título de uma composição poética de  Goethe. "Ich hab’ mein’ Sach’ auf Nichts gestellt" (em português, 'Fundei minha causa sobre nada') é o verso de abertura do poema  de Goethe e que seria usado por Max Stirner, como abertura e encerramento de O único e sua propriedade.